# ジャラールッディーン・ハルジー
ジャラールッディーン・ハルジー（? - 1296年7月20日、在位：1290年6月13日 - 1296年7月20日）は、インド北部を支配したデリー・スルタン朝の一つであるハルジー朝の創始者である。ジャラールッディーン・フィーローズ・シャーとしても知られる。

## 出自
テュルク系部族集団ハルジー族の出身で、父のトゥーラク・ハーン（ユグルシュ）は現在のパキスタン、アフガニスタンの国境地帯を本拠とする集団の指導者であると考えられている。ハルジー族は7世紀半ばに現在のカーブル付近に到達して王朝を建てたが、極めて早い時期に北インドに定着していたため、アフガン人との混血が進み、彼らの習俗と習慣を取り入れていた。デリーのテュルク人とは大分異なる容姿と言語を持つようになっており、そのため、デリーのテュルク系貴族は彼らをテュルク系の人種とみなしていなかった。

## 生涯

### 即位前
奴隷王朝時代のジャラールッディーンはスルタン・ギヤースッディーン・バルバンの護衛隊長を経験した後、サーマーナの総督に任じられてパンジャーブ地方に侵入するモンゴル軍との戦いで指揮を執った。バルバンの死後、スルタン・カイクバードの代理を務めたマリク・ニザームッディーンによって宮廷内の有力貴族が多く殺害、粛清され、ハルジー族のような非トルコ系と見做される貴族の台頭が始まり、ジャラールッディーンは軍事大臣の要職に任命される。酒食に溺れて健康を害したカイクバードが政務への参加意欲を失うと、バルバン時代からの古参貴族はカイクバードを退位させ、彼の子カユーマルス（en:Kayumars of Delhi）をスルタンの位に就けた。彼ら古参貴族はハルジー族の指導者であるジャラールッディーンの暗殺計画を立てるが計画は事前に露見し、ジャラールッディーンは宮廷を急襲してカユーマルスを捕らえた。その後、カイクバードを処刑し、70歳超という高齢ながらハルジー朝を創始した。
彼の即位はトルコ系民族の支配に慣れた貴族とデリーの市民の両方から歓迎されておらず、彼自身もデリーの人間の感情を知っていたためにデリーに入城せず、郊外のキールーカリーに建設中であった、カイクバードの宮殿で即位した。即位当時はキールーカリーを都とし、彼がデリーに入城したのは即位から1年ほど経っての時だった。
即位後、ジャラールッディーンは官職への登用で融和策をとることで貴族からの支持を増やしていくことになる。

### 寛容策と貴族の不満
一時期トゥグルク朝に仕えた旅行家イブン・バットゥータはジャラールッディーンの温厚な性格を称賛し、彼の施策について言及される時にも、しばしば寛容性が特徴として挙げられる。非支配者層、貴族の両方からの支持を得るために、彼は反乱者や罪人に対して慈悲深い態度をとり、流血を極力避けようと試みたのである。
即位の2年目にバルバンの甥マリク・チャジジューがヒンドゥー教徒を率いて反乱を起こす事件が起き、反乱軍はハルジー朝軍によって破られ、反乱の指導者たちは捕らえられた。ジャラールッディーンは反徒を処刑する代わりに彼らに最上級の待遇を与え、マリク・チャジジューをパンジャーブ地方に移送した。
1292年にフレグの孫アブドゥッラーが率いる150000のモンゴル軍を国境付近で撃退した後、捕虜とした約4000人のモンゴル人を処刑せずにイスラム教に改宗させ、デリー郊外の村に居住させた。
デリー周辺に出没する盗賊を捕らえた際には、1000人にも上る盗賊をベンガル地方まで運び、罪人からの更生とデリーに帰還しないことを条件として彼らを釈放した。しかし、貴族たちは彼を盗賊をベンガルに追放しただけで処罰を与えることができなかった臆病者と軽蔑し、甥で女婿でもあるアラー・ウッディーン・ハルジーは政策に不満を抱く彼らの支持を集めるため、中部インドへの軍事遠征を志願した。
アラー・ウッディーンが率いる軍隊が中部インドへ派遣され、彼らは1296年にはヤーダヴァ朝の首都デーヴァギリ（現在のダウラターバード）を占領する戦果を挙げた。アラー・ウッディーンは慣習に反してデーヴァギリで得た戦利品を彼に献上せず独占し、デリーへの出頭命令を拒否した。ジャラールッディーンは側近たちの警告を容れずに数人の従者だけを連れてアラー・ウッディーンの元へ赴き、ハルジー朝・トゥグルク朝に出仕した歴史家バラニーの言うところでは「実の子に示すかのような愛情」をもってアラー・ウッディーンに接したが、アラー・ウッディーンの部下たちによって斬殺された。

## 宗室

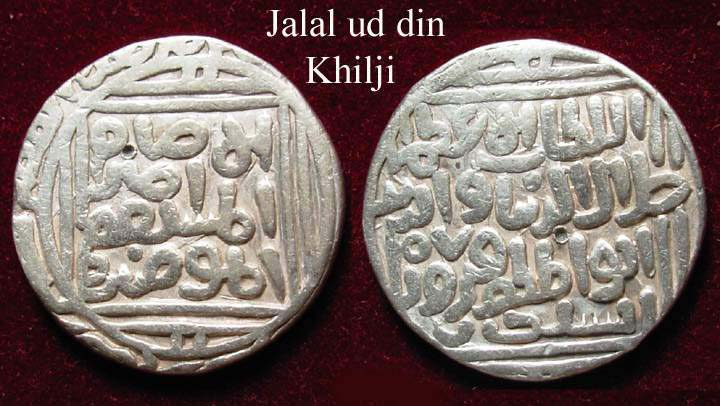
ジャラールッディーンの治世に鋳造された硬貨

### 父親
- トゥーラク・ハーン[20][notes 5]

### 后妃
- マリカ・イ・ジャハーン

### 子女

#### 息子
- マフムード・ハーン（ハーネ・ハーナーン）
- アルカリ・ハーン
- ルクヌッディーン・イブラーヒーム
- ヒサマッディーン
- イクティヤールッディーン
- カドル・ハーン

#### 娘
- 氏名不詳（アラー・ウッディーン・ムハンマド・ハルジーの妻）